# Unorthodox Jukebox
Unorthodox Jukebox je druhé studiové album amerického zpěváka Bruna Marse, které vyšlo 12. prosince 2012 u vydavatelství Atlantic Records. Album se umístilo na prvním místě jak v britském žebříčku UK Albums Chart tak i v americkém Billboard 200.

## Seznam skladeb
1. „Young Girls“ – 3:49
2. „Locked Out of Heaven“ – 3:53
3. „Gorilla“ – 4:04
4. „Treasure“ – 2:56
5. „Moonshine“ – 3:48
6. „When I Was Your Man“ – 3:33
7. „Natalie“ – 3:45
8. „Show Me“ – 3:27
9. „Money Make Her Smile“ – 3:23
10. „If I Knew“ – 2:12